# Шпрудово
Шпрудово (пол. Szprudowo, нім. Sprauden) — село в Польщі, у гміні Ґнев Тчевського повіту Поморського воєводства.
Населення — 314 осіб (2011).
У 1975-1998 роках село належало до Гданського воєводства.

## Демографія
Демографічна структура станом на 31 березня 2011 року:
|          | Загалом | Допрацездатний вік | Працездатний вік | Постпрацездатний вік |
| -------- | ------- | ------------------ | ---------------- | -------------------- |
| Чоловіки | 170     | 45                 | 114              | 11                   |
| Жінки    | 144     | 37                 | 82               | 25                   |
| Разом    | 314     | 82                 | 196              | 36                   |